# アルスタノサウルス
アルスタノサウルス（Arstanosaurus　「アルスタンのトカゲ」の意味でアルスタン油井にちなむ）は白亜紀後期、現在のカザフスタンに生息したハドロサウルス類の恐竜の属の一つである。化石はカザフスタンのボストビンスカヤ累層（サントン期-シャンパーニュ期）で発見されている。この属をめぐっては混乱した歴史があり、ハドロサウルス科とする説、ケラトプス科とする説、あるいは両者のキメラ化石であるという説があった。

## 研究史
アルスタノサウルスは部分的な左の上顎骨であるホロタイプ（AAIZ 1/1もしくはIZ AN KSSR 1/1）に基づいており、左の大腿骨(AAIZ 1/2)もこの種のものとされる可能性がある。これらはいずれもカザフスタンのクズロルダ近郊にあるAkkurgan-Boltykで発見されたものだ。これらは新属を命名するのに十分なほどの化石ではなく、1990年代半ばにこれらが実際にはケラトプス科のものであるという仮説が登場するまで、ほとんど無視されていた。その後、程なくしてアルスタノサウルスの再評価がなされ、特異な特徴がリストされた結果、この生物は不確定ながら、上顎骨はバクトロサウルスのものに似ているという見解がなされた。一方、大腿骨にはほとんど情報が無い。最近の再評価では不確定なハドロサウルス科とみなされている。
モンゴルで発見された幼体の骨格がアルスタノサウルスのものであるとされているが、根拠は不明で研究中である。この標本は以前には"ガドロサウルス"（"Gadolosaurus"）の通称で呼ばれていたものである。
2012年には同じ地域でハドロサウルス科と識別可能な化石が発見され、バティロサウルス（Batyrosaurus）と命名されている。

## 生態
一般的なハドロサウルス科の属のように、アルスタノサウルスは時により二足歩行、四足歩行をする草食動物で、蓄えられたものに継続的に生え変わる歯で植物を食べていたと考えられる。

## 参照
1. ↑  Shilin, F.V., and Suslov, Y.V. (1982). A hadrosaur from the northeastern Aral Region. Paleontological Journal 1982(1):132-136 [translated version].
2. ↑  Nesov, L.A. (1995). Dinozavri severnoi Yevrasii: Novye dannye o sostave kompleksov, ekologii i paleobiogeografii [Dinosaurs of Northern Eurasia: new data about assemblages, ecology and paleobiogeography]. Scientific Research Institute of the Earth's Crust. St. Petersburg State University:St. Petersburg, Russia, 156 pp. + 14 pl. [Russian].
3. ↑  Norman, D.B., and Kurzanov, S.M. (1982). On Asian ornithopods (Dinosauria: Ornithischia). 2. Arstanaosaurus akkurganensis Shilin and Suslov, 1982. Proceedings of Geologists' Association 108(3):191-199.
4. 1 2  Horner, J.R., Weishampel, D.B., and Forster, C.A. (2004). Hadrosauridae. In: Weishampel, D.B., Dodson, P., and Osmólska, H. (eds.). The Dinosauria (second edition). University of California Press:Berkeley, 438-463. ISBN 0-520-06727-4.
5. ↑  Norman, D.B., and Sues, H.-D. (2000). Ornithopods from Kazakhstan, Mongolia and Siberia. In: Benton, M.J., Shishkin, M.A., Unwin, D.M., and Kurochkin, E.N. (Eds.). The Age of Dinosaurs in Russia and Mongolia. Cambridge University Press:Cambridge, 462-479. ISBN 0-521-55476-4.
6. ↑  Lambert, David; and the Diagram Group (1990). The Dinosaur Data Book. New York: Avon Books. p. 63. ISBN 0-380-75896-2
7. ↑  Pascal Godefroit, François Escuillié, Yuri L. Bolotsky & Pascaline Lauters, 2012, "A New Basal Hadrosauroid Dinosaur from the Upper Cretaceous of Kazakhstan". In: Godefroit, P. (eds). Bernissart Dinosaurs and Early Cretaceous Terrestrial Ecosystems. Indiana University Press. pp. 335–362